# Чутешть (Молдова)
Чутешть (рум. Ciutești) — село у Ніспоренському районі Молдови. Адміністративний центр однойменної комуни, до складу якої також входить село Валя-Нирновей.

## Населення
За даними перепису населення 2004 року у селі проживали 1495 осіб.
Національний склад населення села:
| Національність       | Кількість осіб | Відсоток   |
| -------------------- | -------------- | ---------- |
| молдавани румуни     | 1474 12        | 98,6% 0,8% |
| росіяни              | 7              | 0,5%       |
| українці             | 1              | 0,1%       |
| інша / без відповіді | 1              | 0,1%       |
| Всього               | 1495           | 100%       |